# Jelka
Jelka (in ungherese Jóka) è un comune della Slovacchia facente parte del distretto di Galanta, nella regione di Trnava.